# Wulkanologia

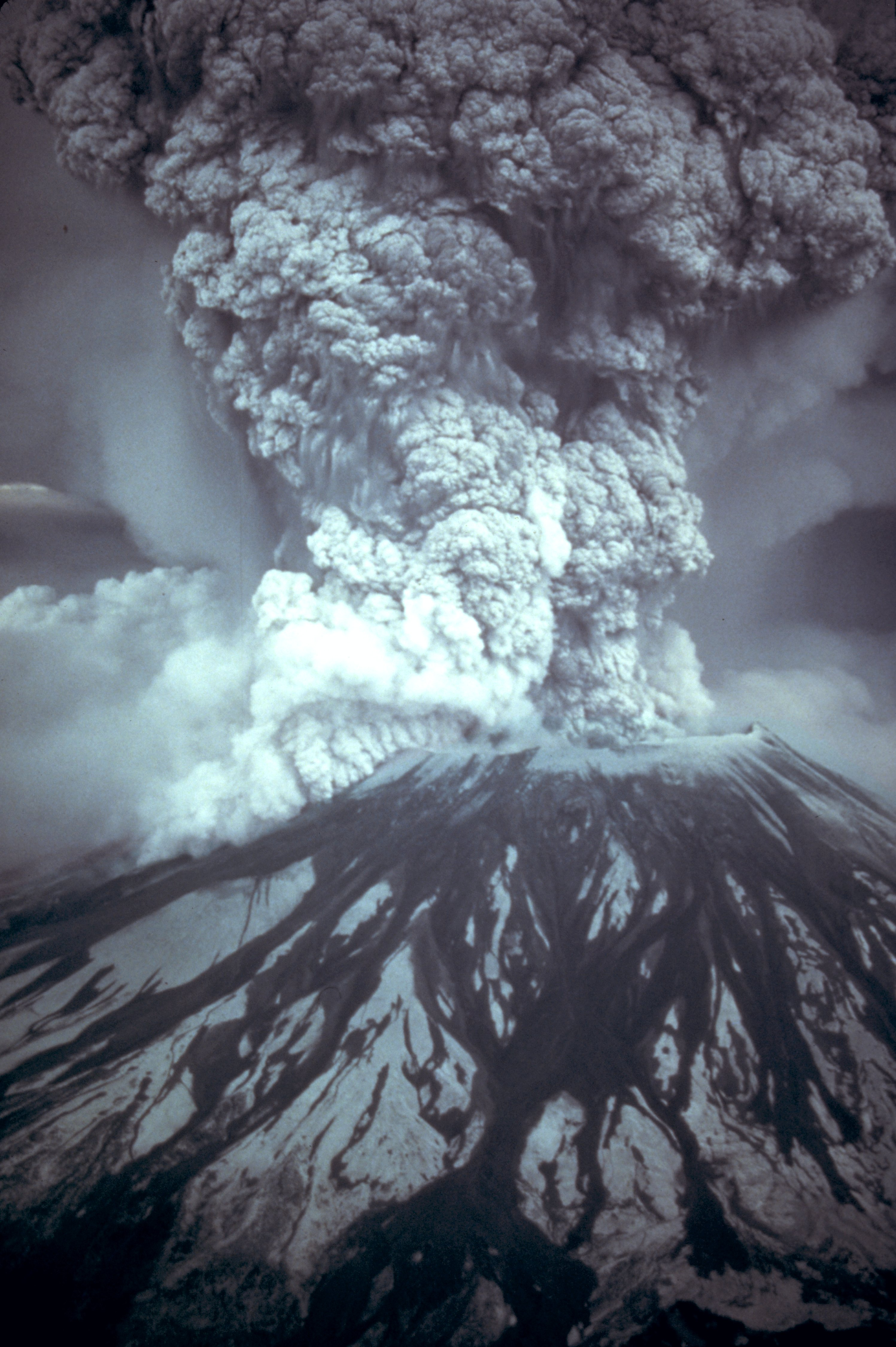
Erupcja wulkanu

Wulkanologia jest działem geologii zajmującym się badaniami wulkanów, ich budową, kształtem, rozmieszczeniem na kuli ziemskiej, powstawaniem, a także badaniem materiału pochodzenia wulkanicznego.
Osoba zajmująca się badaniem wulkanów nazywa się wulkanologiem. Jest to jeden z najbardziej niebezpiecznych zawodów na świecie. Wielu wulkanologów w czasie badań ginie podczas erupcji wulkanu, którą nie zawsze da się przewidzieć. Znanymi wulkanologami którzy zginęli 3 czerwca 1991 w Japonii wskutek nagłego wybuchu wulkanu, byli Katia Krafft i Maurice Krafft.